# Eva Janěková
Eva Janěková (* 23. prosince 1946 Kolín) je česká divadelní dramaturgyně, loutkoherečka a knihovnice. Působila v divadlech v Českých Budějovicích, Uherském Hradišti, Olomouci a Brně a v Knihovně Jiřího Mahena v Brně.

## Život a dílo
Mgr. Eva Janěková se narodila v Kolíně 23. prosince 1946. Rodina se záhy přestěhovala do Olomouce, kde vychodila základní školu a odmaturovala. Během středoškolských studií se věnovala i amatérskému divadlu. Po maturitě byla přijata na Divadelní fakultu Akademie múzických umění na katedru loutkářství. Po absolutoriu nastoupila v září 1969 do Malého divadla v Českých Budějovicích (dnes součást Jihočeského divadla), kde hrála v řadě inscenací režírovaných režiséry Josefem Kroftou, Ivanem Pilným, Jiřím Středou, Janem Kačerem. Během angažmá zahájila a dokončila studium na Univerzitě Karlově, filosofické fakultě obor dějiny divadla a filmu. S kolegou hercem Františkem Husákem připravovala scénická vystoupení pro děti a dospělou veřejnost, konferovala v kině v Českých Budějovicích nebo v Olomouci před premiérami festivalových filmů. Po ukončení angažmá v Malém divadle v Českých Budějovicích přijala post dramaturgyně a loutkoherečky v Loutkovém divadle Radost v Brně, které bylo v letech 1988 až 1990 začleněno do komplexu Brněnská divadla. V brněnském divadle sjednocovala od roku 1982 dramaturgický program divadla a po osamostatnění divadla v roce 1990 byla zde necelý rok i uměleckou ředitelkou. Činnost v Divadle Radost, která zahrnovala dramaturgii i práci na pořádání divadelního archivu zakončila v roce 2022 při premiéře hry Říše džungle – Mauglí. Působila i ve Slováckém divadle v Uherském Hradišti nebo v divadle v Olomouci. Během své částečné práce v divadle Radost pracovala v Knihovně Jiřího Mahena v Brně na pozici odborné knihovnice a informační pracovnice. Pro divadelní tisk i jiná média psala medailonky. Žije v Brně.

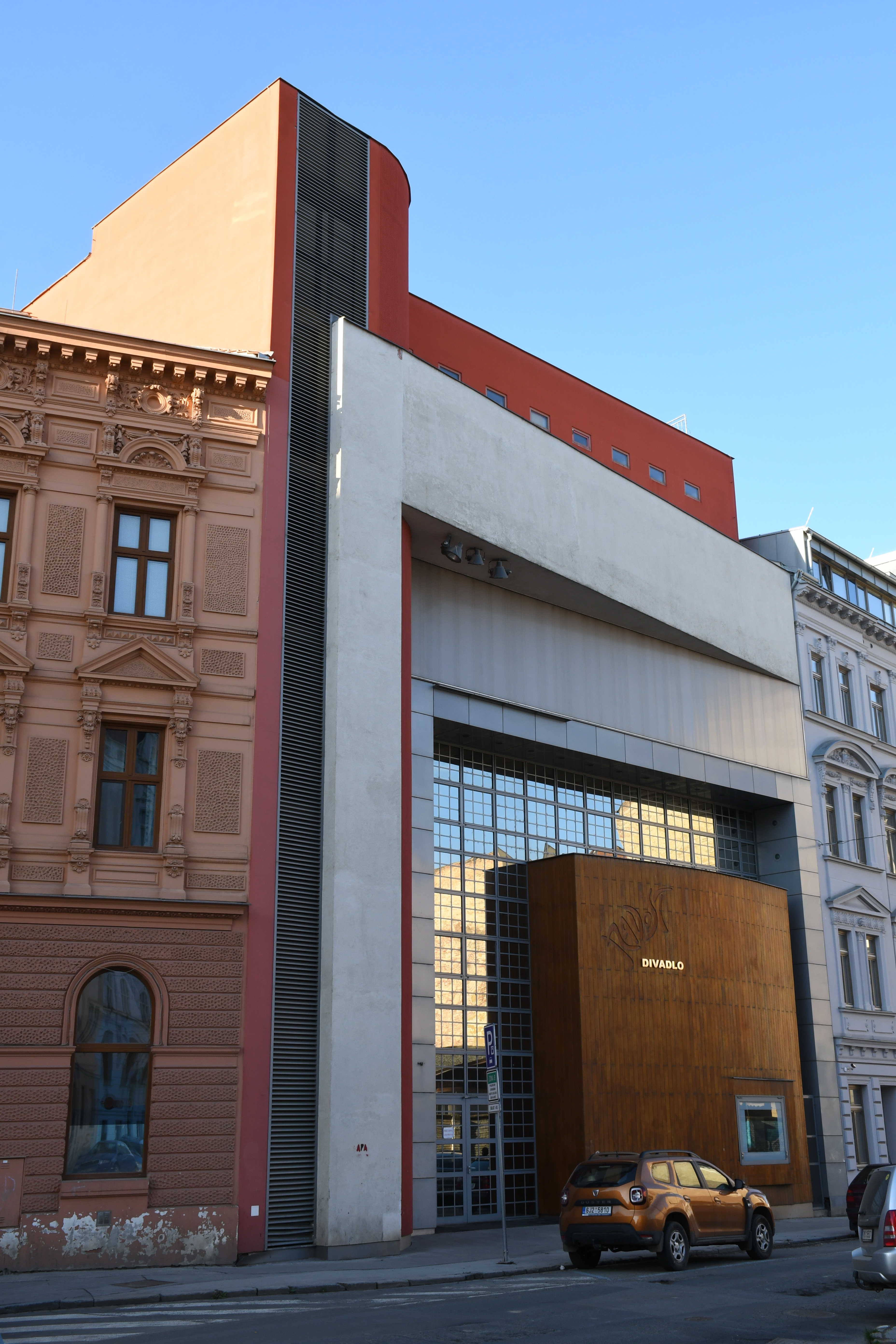
Loutkové divadlo Radost, Brno

### Dramaturgie v divadle Radost (výběr)
- Říše džungle – Mauglí (prem.: 21.10.2022)
- Operky – Budulínek, Červená Karkulka, O dvanácti měsíčkách, O Šípkové Růžence (prem.: 4.3.2022)
- Bratříčci sv. Františka (prem.: 24.11.2021)
- Ronja, dcera loupežníka (prem.: 1.10.2021)
- Kolíbá se velryba (prem.: 23.2.2020)
- Pojďte pane, budeme si hrát (prem.: 5.10.2018)
- Loktibrada aneb Když se nehraje (prem.: 18.9.2018)
- Kubula a Kuba Kubikula (prem.: 11.11.2016)
- Jája a Pája (prem.: 30.9.2016)
- Strakonický dudák (prem.: 11.3.2016)
- Jak pejsek a kočička chystali Vánoce (prem.: 29.11.2015)
- Baba Jaga aneb Petruška a Ivánek (prem.: 28.9.2015)
- Hadrián z Římsů (prem.: 25.6.2015)
- Krkonošské pohádky (prem.: 28.9.2014)
- Kouzelná flétna (prem.: 16.3.2014)
- Ušatá pohádka (prem.: 1.12.2013)
- O Malence (prem.: 11.1.2013)
- Bylo nás pět (prem.: 5.5.2013)
- Mach a Šebestová (komedie s utrženým sluchátkem) (prem.: 27.9.2013)
- Za devatero horami (prem.: 1.3.2013)
- Kytice (prem.: 14.4.2012)
- Sněhurka a sedm trpaslíků (prem.: 27.9.2012)
- Limonádový Joe (prem.: 14.1.2012)
- Dlouhý, Široký a Bystrozraký (prem.: 30.9.2011)
- Jak to dělají andělé aneb Stvoření světa (prem.: 10.5.2009)
- Beatles aneb Žlutá ponorka (prem.: 26.6.2008)
- Malované na skle (prem.: 1.3.2008)
- Pohádková píšťalka aneb Kutululů z Beskyd dolů (prem.: 21.9.2007)
- O perníkové chaloupce aneb Jenom jako… (prem.: 6.1.2006)
- O nezbedné kometě (prem.: 18.11.2005 )
- Tři čuníci nezbedníci (prem.: 24.9.2004)
- Husovické betlém (prem.: 28.11.1997)
- Zvědavé slůně aneb Proč mají sloni dlouhé choboty (prem.: 7.5.1997)
- O kůzlátkách a vlkovi aneb Když jde kůzle otevřít (prem.: 3.5.1996)

### Texty, knihy:
- POLEDŇÁKOVÁ, Vlasta – JANĚKOVÁ, Eva – STŘEDA, Jiří: Nad edicí her pro loutky vydaných v Dilia. Dramaturgie českých loutkových divadel. Československý loutkář. roč. 35 1985. č.4. str.77 – 78.
- JANĚKOVÁ, Eva – MIKOTOVÁ, Zoja: Povídám, povídám pohádku. SD, Divadélko na hradbách, Brno. Květy, roč. 39. 1989, č.10. str.40
- JANĚKOVÁ, Eva, ed. Loutkové divadlo Radost 1949–1989. Brno: Brněnská divadla, 1989. (40) s.
- Cesta do pravěku – aneb povídání s Františkem Pavlíčkem (20.11.1923) po třiadvaceti letech (a nejen o divadle). Loutkář, 1993, 43(12), s. 274–276
- Matoušek, Mirko a Bílková, Zora. Dvě stránky pro Mirko Matouška (28.4. 1928). Loutkář, 1993, 43(8), s. 184–185
- Jaro v Třebíči. Loutkář, 1993, 43 (6), s. 132–133.
- JANĚKOVÁ, Eva. Oldřich Daněk. Praha: DILIA, 1994. 18 s. Dilia Porträten. Reihe B, Drama.
- Výběr z nejdůležitějších výročí roku 1997 / [sestavily Eva Janěková, Ivana Šišmová]. Brno: Knihovna Jiřího Mahena 1996.
- Výběr z významných výročí roku 1998 /sestavily Olga Erhartová a Eva Janěková. Brno: Knihovna Jiřího Mahena 1997
- Odpoledne s Mirko Matouškem (nar. 28.4.1928) aneb jak být užitečný... Loutkář, 1998, 48 (3–4), s. 79–80
- Loutkové divadlo Radost 1999 / [texty Vlastimil Peška, Mirko Matoušek, Vladimír Zajíc ; dokumentační část Eva Janěková]. Brno, Loutkové divadlo Radost 1999. 143 s. ISBN 80-238-5728-2
- Radost od padesáti do šedesáti [Loutkové divadlo Radost 1999–2009] / texty Vlastimil Peška, Vladimír Zajíc, dokumentační část Eva Janěková
- ERHARTOVÁ, Olga; JANĚKOVÁ, Eva; NIVNICKÁ, Libuše a ZÍDEK, Miloš. Knihovna pro město. V Brně: Knihovna Jiřího Mahena v Brně, 2001. ISBN 80-85023-40-7
- JANĚKOVÁ, Eva. Rekonstrukce Knihovny Jiřího Mahena v Brně. Knihovní obzor, 2002, 10(1), s. 3–11.
- Radost od šedesáti do sedmdesáti. Brno: Divadlo Radost, 2019. 323 stran. ISBN 978-80-270-6681-0